# Liste des monuments classés du gouvernorat de la Manouba
Cette liste des monuments classés du gouvernorat de la Manouba est une liste des monuments historiques et archéologiques protégés et classés du gouvernorat de la Manouba établie par l'Institut national du patrimoine de Tunisie.

## Liste
| Identifiant monument | Site              | Monument | Adresse            | Date de classement | Décret             | Coordonnées                       | Illustration                                                                                         |                       |
| -------------------- | ----------------- | --- | ------------------ | ------------------ | ------------------ | --------------------------------- | --- | --------------------- |
| 14-1                 | El Batan          | Pont barrage El Battan                                                                                      |                    | 15 janvier 2001    | 15 janvier 2001    | 36° 48′ 30″ nord, 9° 50′ 54″ est  | Pont barrage El Battan                                                                               | Télécharger une image |
| 14-2                 | Tebourba          | Zaouïa de Sidi-Aïssa                                                                                        |                    | 3 mars 1915        | 3 mars 1915        | 36° 49′ 40″ nord, 9° 50′ 20″ est  | Zaouïa de Sidi-Aïssa                                                                                 | Télécharger une image |
| 14-3                 | Tebourba          | Zaouïa de Sidi-Ali-Azouz                                                                                    |                    | 3 mai 1920         | 3 mai 1920         | 36° 49′ 41″ nord, 9° 50′ 16″ est  | Zaouïa de Sidi-Ali-Azouz                                                                             | Télécharger une image |
| 14-4                 | Tebourba          | Siège de la bibliothèque publique de Tebourba (ancienne église)                                             |                    | 1er septembre 2000 | 1er septembre 2000 | 36° 49′ 39″ nord, 9° 50′ 36″ est  | Siège de la bibliothèque publique de Tebourba (ancienne église)                                      | Télécharger une image |
| 14-5                 | Tebourba          | Amphithéâtre romain                                                                                         |                    | 13 mars 1912       | 13 mars 1912       | 36° 49′ 40″ nord, 9° 50′ 08″ est  | Amphithéâtre romain                                                                                  | Télécharger une image |
| 14-6                 | La Manouba        | Pavillon de la Sabbala, construit en 1208 de l'Hégire                                                       |                    | 25 janvier 1922    | 25 janvier 1922    | 36° 48′ 54″ nord, 10° 06′ 05″ est | Pavillon de la Sabbala, construit en 1208 de l'Hégire                                                | Télécharger une image |
| 14-7                 | La Manouba        | Pavillon d'entrée du palais Khéreddine à la Manouba                                                         |                    | 23 juin 1955       | 23 juin 1955       | 36° 48′ 40″ nord, 10° 05′ 28″ est | Pavillon d'entrée du palais Khéreddine à la Manouba                                                  | Télécharger une image |
| 14-8                 | La Manouba        | Patio de l'ancien Palais d'Hammouda Pacha et pièce servant de salle d'honneur au groupe d'artillerie        |                    | 25 janvier 1922    | 25 janvier 1922    | 36° 48′ 41″ nord, 10° 05′ 55″ est | Patio de l'ancien Palais d'Hammouda Pacha et pièce servant de salle d'honneur au groupe d'artillerie | Télécharger une image |
| 14-9                 | La Manouba        | Salle décorée de plâtre sculpté utilisée comme église (Institution des Sœurs Auxiliatrices)                 |                    | 25 janvier 1922    | 25 janvier 1922    | 36° 48′ 32″ nord, 10° 05′ 40″ est | Salle décorée de plâtre sculpté utilisée comme église (Institution des Sœurs Auxiliatrices)          | Télécharger une image |
| 14-10                | La Manouba        | Palais Mourad Bey                                                                                           | Avenue 2-Mars 1934 | 31 août 1999       | 31 août 1999       | 36° 48′ 21″ nord, 10° 05′ 23″ est | Palais Mourad Bey                                                                                    | Télécharger une image |
| 14-11                | Henchir Messadine | Basilique chrétienne                                                                                        |                    | 22 mars 1899       | 22 mars 1899       | à géolocaliser                    | Basilique chrétienne                                                                                 | Télécharger une image |
| 14-12                | Henchir Messadine | Caveau funéraire, avec la mosaïque de Daniel dans la fosse aux lions                                        |                    | 22 mars 1899       | 22 mars 1899       | à géolocaliser                    | Caveau funéraire, avec la mosaïque de Daniel dans la fosse aux lions                                 | Télécharger une image |
| 14-13                | Oued Ellil        | Arcades aujourd'hui inutilisées de l'aqueduc d'Hadrien (entre La Manouba et Djedeida)                       |                    | 7 décembre 1892    | 7 décembre 1892    | 36° 49′ 34″ nord, 10° 02′ 06″ est | Arcades aujourd'hui inutilisées de l'aqueduc d'Hadrien(entre La Manouba et Djedeida)                 | Télécharger une image |
| 14-14                | El Batan          | Ancienne église de la vierge Marie à Henchir Baghil à Mehrine                                               |                    | 22 janvier 2024    | 22 janvier 2024    | 36° 45′ 45″ nord, 9° 51′ 25″ est  | Ancienne église de la vierge Marie à Henchir Baghil à Mehrine                                        | Télécharger une image |
| 14-15                | La Manouba        | Jabiyat Zarrouk                                                                                             |                    | 22 janvier 2024    | 22 janvier 2024    | à géolocaliser                    | Image manquante Téléverser                                                                           | Télécharger une image |
| 14-16                | La Manouba        | Palais Ali Zarrouk, appelé actuellement "palais des nones"                                                  |                    | 22 janvier 2024    | 22 janvier 2024    | à géolocaliser                    | Image manquante Téléverser                                                                           | Télécharger une image |
| 14-17                | Tebourba          | Monuments funéraires Haouanet du site archéologique de Henchir El Jal, avec une zone de protection de 500 m |                    | 22 janvier 2024    | 22 janvier 2024    | à géolocaliser                    | Image manquante Téléverser                                                                           | Télécharger une image |
| 14-18                | Tebourba          | Grand réservoir d'eau du site archéologique de Henchir El Jal, avec une zone de protection de 500 m         |                    | 22 janvier 2024    | 22 janvier 2024    | à géolocaliser                    | Image manquante Téléverser                                                                           | Télécharger une image |